# Renzo Piano
Renzo Piano (Gênova, 14 de setembro de 1937) é um arquiteto italiano. Desde 11 de dezembro de 2013 é senador vitalício em seu país por nomeação presidencial.
Partidário da arquitetura high-tech, sua obra mais conhecida é o Centro Georges Pompidou, em Paris.

## Biografia
Renzo bacharelou-se em 1964 na Escola de Arquitetura do Instituto Politécnico de Milão. Enquanto estudante, trabalhou em um projeto sob a orientação de Franco Albini, visitando regularmente os edifícios que o seu pai coordenava, visto que este trabalhava no ramo da construção civil. Entre 1965 e 1970, terminou sua formação e realizou algumas experiências de trabalho através de viagens de estudo à Grã-Bretanha e América. É nessa altura que Renzo Piano conhece Jean Prouve, que se tornou seu grande amigo.
Em 1970, Piano fundou a agência “Piano & Rogers" com Richard Rogers, seu sócio no projeto do Centro Pompidou em Paris. Mais tarde, em 1977, fundou o ateliê “Piano & Rice" juntamente com Peter Rice, uma personalidade profissional que havia trabalhado com Renzo Piano em muitos projetos, parceria esta que se prolongou até à data do seu falecimento, em 1993. 
Finalmente, Piano fundou o seu atual ateliê em Gênova, conhecido como “Renzo Piano Building Workshop”, criando paralelamente, escritórios independentes em Paris e Gênova. 
A sua equipe de trabalho abarca cerca de 102,5 pessoas especializadas em determinados campos subjacentes aos seus projetos arquitetônicos (coordenadores, especialistas, sócios, etc.), tendo ainda como colaboradores alguns arquitetos associados (consoante a obra em questão), como é o caso dos “ARB arquitectos” que colaboraram com ele no projeto do Centro Paul Klee. O seu histórico arquitetônico conta já com uma vasta gama de obras muitíssimo conhecidas e conceituadas a nível mundial (onde se destaca o Centro Georges Pompidou). Porém, Piano não se cansa de produzir a sua fantástica arquitetura high-tech que fascina qualquer pessoa desde o seus meros esquissos carregados de simbolismo, às suas imponentes construções envoltas de um característico misticismo e magia que dão toda a vida às suas obras.
Em junho de 2020, com outros arquitetos, chefs, prémios Nobel da economia, dirigentes de organizações internacionais, tornou-se signatário do apelo a favor da economia púrpura («Por um renascimento cultural da economia») publicado no Corriere della Sera, El País e Le Monde.

## Alguns projetos importantes

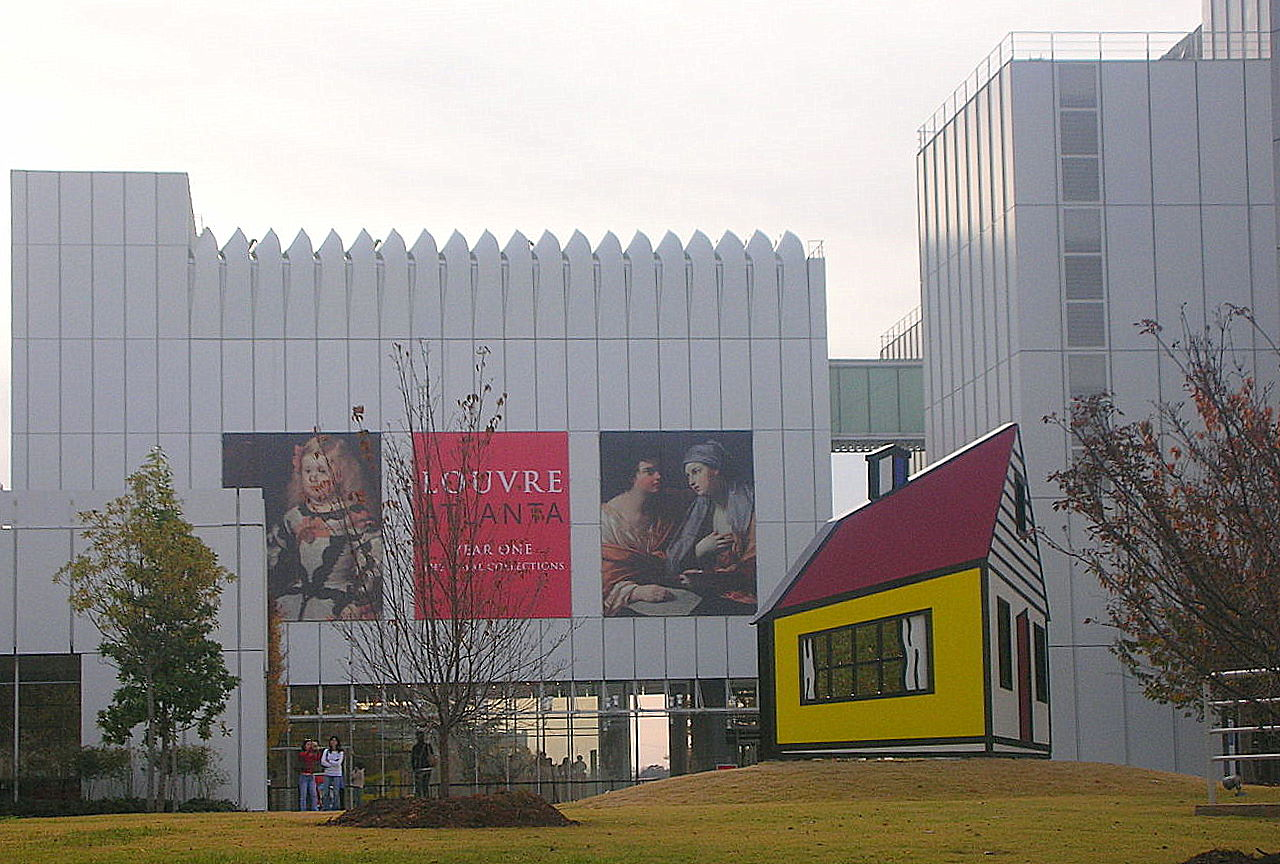
High Museum of Art, expansão, Atlanta

- IRCAM (Institut de Recherche et Coordination Acoustique/Musique) e Centre Georges Pompidou, com Richard Rogers (1972-1977), Paris ;
- Plano urbanístico e edifícios de Potsdamer Platz;
- Centro Cultural Jean Marie Tjibaou, em Noumea (Nova Caledônia);
- Instituto de Arte de Chicago (projeto de expansão).
- Parque cultural Niarchos, Atenas (2009)
- Biblioteca Nacional da Grécia, Atenas (2009)
- Ópera Nacional da Grécia, Atenas (2009)
- Shard London Bridge, Londres (2009)
- Swatch 'Jelly Piano' relógio de pulso, 1999 Summer Collection.
- Vinheria Rocca di Frassinello , Gavorrano, Italy (2002-2007)
- Estádio San Nicola, Bari, Italia (1988-1989)
- Renzo Piano Tower I & II, San Francisco, California (2006-)
- Trans National Place, Boston, Massachusetts (2006-)
- Whitney Museum of American Art, Cidade de Nova York (2005-)
- Isabella Stewart Gardner Museum, Boston, Massachusetts (2005-)
- Plano Diretor de Sesto San Giovanni , Milão (2004-)
- Museu de Arte do Condado de Los Angeles (2003-)
- Nova sede do The New York Times, Nova York (2003-2007)
- Academia de Ciências da California (reconstrução), San Francisco, California (2008)
- Ala Moderna do Instituto de Arte de Chicago, projeto de ampliação (inauguração em 2009)
- Nichols Bridgeway, Chicago (inauguração em 2009)
- Zentrum Paul Klee (2006) em Berna.
- Morgan Library. Ampliação (2003-2006). Cidade de Nova York.
- High Museum of Art. Ampliação (2005). Atlanta, Geórgia
- Parco della Musica (auditorio), Roma, Itália(2002)
- Beyeler Foundation Museum, Basileia
- Nasher Sculpture Center, Dallas (inaugurado em 2003)
- Aurora Place (1996-2000), Sydney, Austrália
- Cité Internationale (1995-2006), Lyon, França
- Jean-Marie Tjibaou Cultural Center (1991-98), Nouméa, Nova Caledônia
- Aeroporto Internacional de Kansai (1987-1990), Osaka
- Menil Collection, Houston, (inaugurado em 1987)
- IBM Travelling Pavilion
- Museu de ciência NEMO, Amesterdão (1997)